# استانول پارک، نیو ساوت ولز
استانول پارک (به انگلیسی: Stanwell Park) یک حومه شهر در استرالیا است که در نیو ساوت ولز واقع شده‌است.